# Jucy Lucy

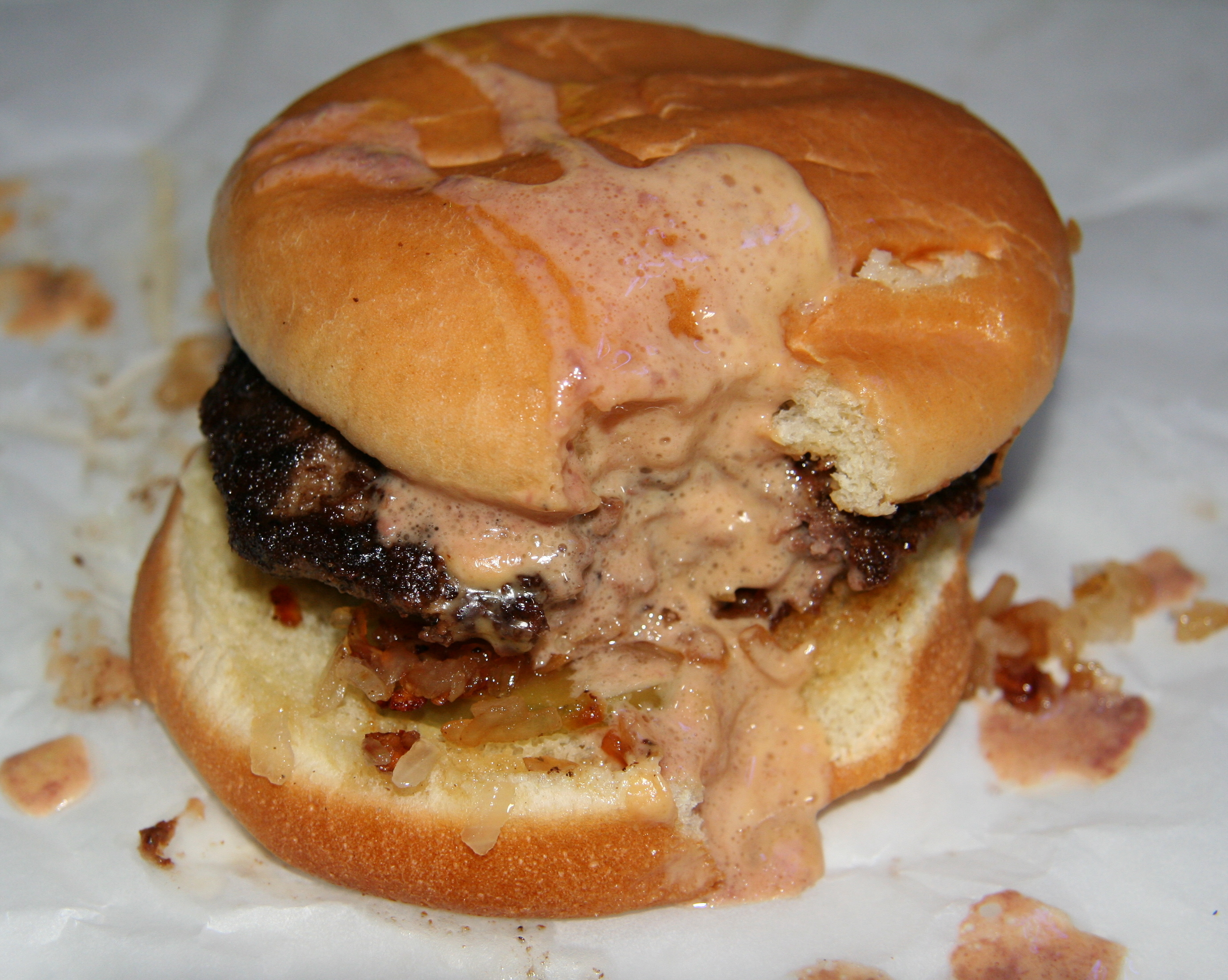
Jucy Lucy w brioszce

Jucy Lucy lub Juicy Lucy – cheeseburger, w którym ser nie jest umieszczony na plastrze mięsa, lecz w jego środku. Podczas smażenia mięsa ser się topi, dzięki czemu powstaje płynne nadzienie.
Jucy Lucy został stworzony w USA, w stanie Minnesota. Zarówno Matt's Bar jak i 5-8 Club, które mieszczą się w South Minneapolis na tej samej ulicy, roszczą sobie prawo do wynalazku dania. Różnica polega wyłącznie na pisowni: 5-8 Club zapisuje kanapkę jako Juicy Lucy i reklamuje się hasłem: „Gdy pisownia jest prawdziwa, danie jest prawdziwe”. Matt's Bar jednak twierdzi, że kupując danie zapisane prawidłowo, je się bezwstydną podróbkę.
W innych miastach USA można spotkać różne interpretacje Jucy Lucy, np. Cajun Lucy z papryczkami Jalapeño lub Juicy Blucy z serem pleśniowym.